# Shane Embury
Shane Embury (Broseley, 27 novembre 1967) è un bassista inglese, membro dei Napalm Death. Vive, così come gli altri componenti della band, a Wolverhampton in Inghilterra. Suona in diversi altri gruppi ed è inoltre proprietario e conduttore dell'etichetta indipendente FETO Records.

## Carriera
Prima di entrare nei Napalm Death (per rimpiazzare Jim Whitley) Shane ha suonato (e in alcuni casi suona ancora) in tantissimi gruppi:
- Nei Warhammer, sua prima band (assieme a Pete Giles, musicista/amico che incontrerà ancora molte altre volte) che produsse solamente un demo chiamato "Abbatoir of Death" (sonorità simili ai vecchi Possessed);
- Negli Azagthoth, sempre con Pete Giles;
- Negli Unseen Terror, ancora con Pete Giles e membri degli Heresy, dove Shane suona la batteria;
- Nei Blood From The Soul, con membri dei newyorkesi Sick of It All, dove Shane si diletta con l'hardcore punk;
- Nei Meathook Seed, con Mitch Harris e alcuni membri degli Obituary, band di stampo industrial;
- Nei Malformed Earthborn, con Dan Lilker (membro dei Brutal Truth e dei S.O.D.);
- Nei Lock Up;
- Nei Brujeria, super band di narco/mexican/death metal composta da membri di Carcass, Faith No More, Fear Factory e Cradle of Filth sotto mentite spoglie;
- Nei Venomous Concept, con Danny Herrera (dei Napalm Death), Kevin Sharp (dei Brutal Truth) e Buzz Osborne (dei Melvins e Fantômas).